# Trichūr (underdistrikt)
Trichūr är ett underdistrikt i Indien.   Det ligger i delstaten Kerala, i den södra delen av landet, 2 000 km söder om huvudstaden New Delhi.